# (21956) Thangada
(21956) Thangada (1999 VE179) – planetoida z pasa głównego asteroid okrążająca Słońce w ciągu 4,63 lat w średniej odległości 2,78 j.a. Odkryta 6 listopada 1999 roku.